# Rhodocybe antipoda
Rhodocybe antipoda är en svampart som först beskrevs av G. Stev., och fick sitt nu gällande namn av E. Horak 1979. Rhodocybe antipoda ingår i släktet Rhodocybe och familjen Entolomataceae.   Inga underarter finns listade i Catalogue of Life.